# Exhyalanthrax entamari
Exhyalanthrax entamari är en tvåvingeart som beskrevs av Zaitzev 1998. Exhyalanthrax entamari ingår i släktet Exhyalanthrax och familjen svävflugor. Inga underarter finns listade i Catalogue of Life.